# Christie Lynn Smith
Christie Lynn Smith é uma atriz americana. Ela é talvez mais conhecida por seu papel como Deardra Farnum no filme de 2010 The Crazies.

## Carreira
Smith cresceu em Orange Park na Flórida. Desde 1991, ela estrelou em inúmeras séries televisivas, incluindo Beverly Hills, 90210, 7th Heaven, Charmed, Once and Again, Baywatch, JAG, CSI: Crime Scene Investigation, Malcolm in the Middle, House MD e ER. Ela tambem interpretou personagens recorrentes em Undressed and General Hospital.

## Vida pessoal
Desde 1998, Smith foi casada com o ator John Fortson. Eles têm dois filhos juntos, Abby Ryder Fortson (nascida em 2008)   e Joshua (nascido em 2012).

## Ligações Externas
- «Sítio oficial»
- Christie Lynn Smith. no IMDb.